# Food truck
Food truck – furgonetka będąca punktem sprzedaży jedzenia, zwykle zaliczanego do kategorii street food, przygotowanego na zasadzie bufetu na wynos. W takich pojazdach może znajdować się kuchnia służąca do przygotowywania posiłków na ciepło.

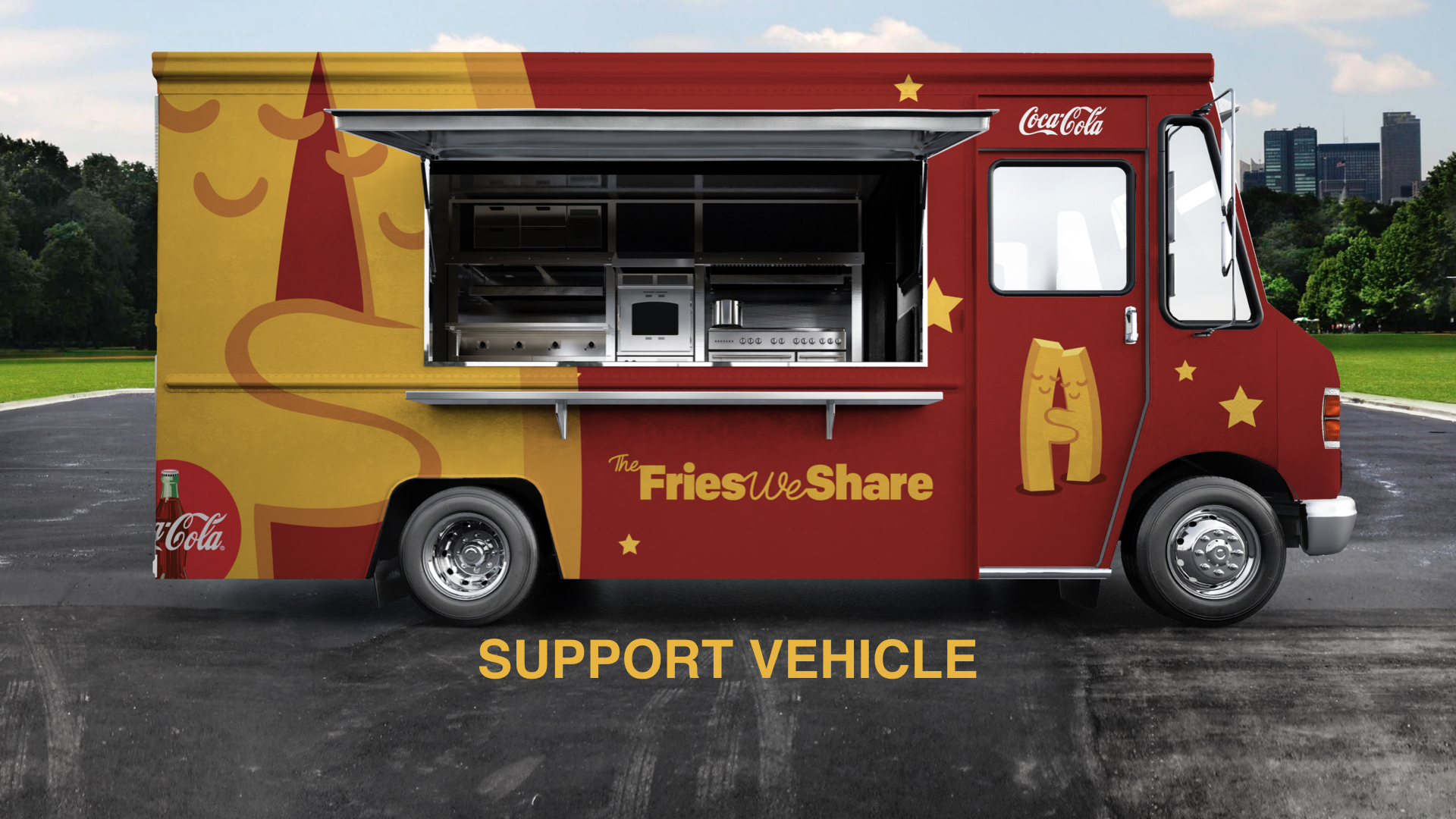
Food truck

Powiązanym bytem jest furgonetka, z której sprzedaje się lody. 

## Ramy prawne w Unii Europejskiej
Przepisy prawa sanitarnego dotyczące tego typu barów zawarte są w rozporządzeniu (WE) nr 852/2004 Parlamentu Europejskiego i Rady z dnia 29 kwietnia 2004 r. w sprawie higieny środków spożywczych.

## Galeria

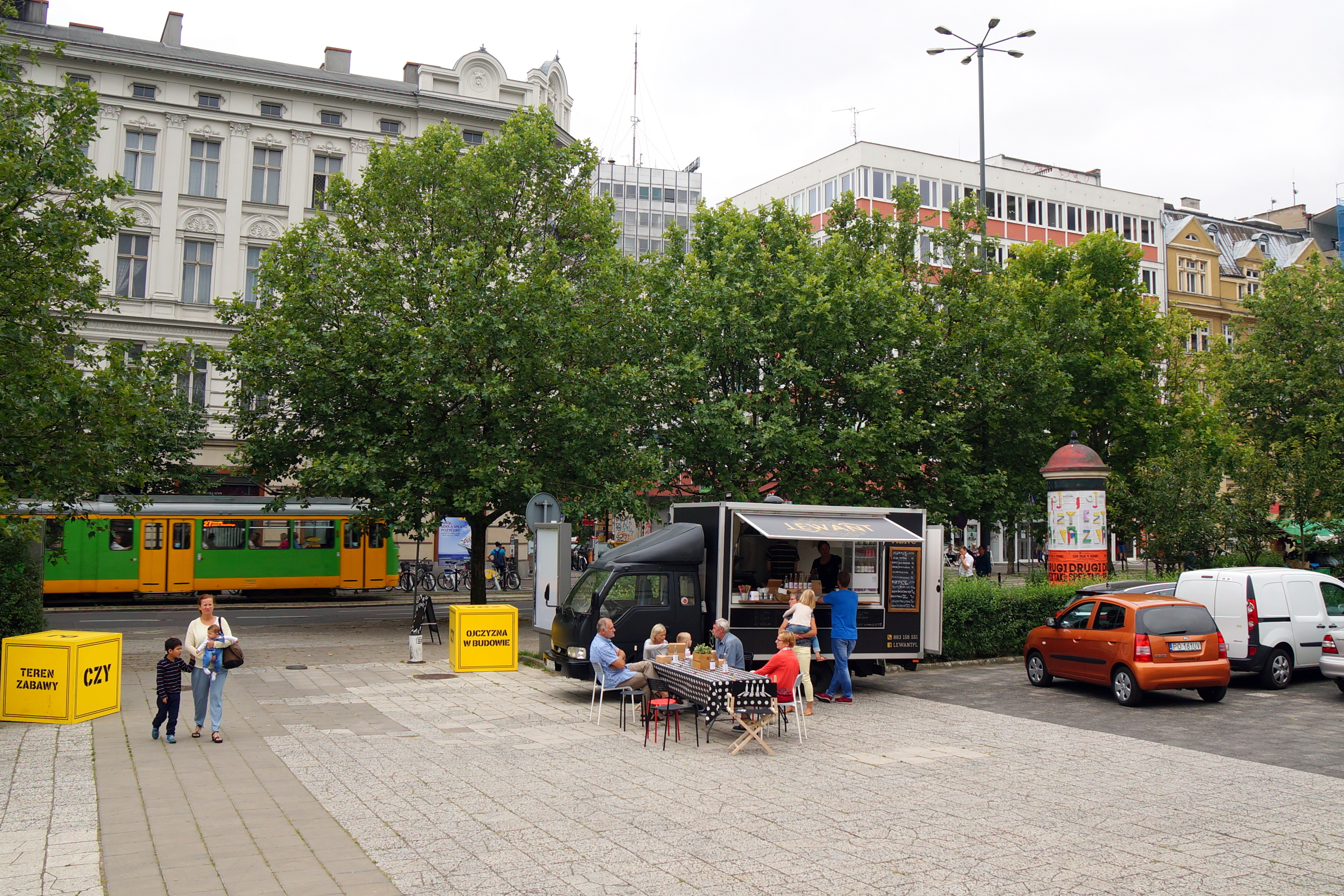
Place i ulice, to charakterystyczne miejsce stacjonowania food trucków w przestrzeni miejskiej (Poznań)
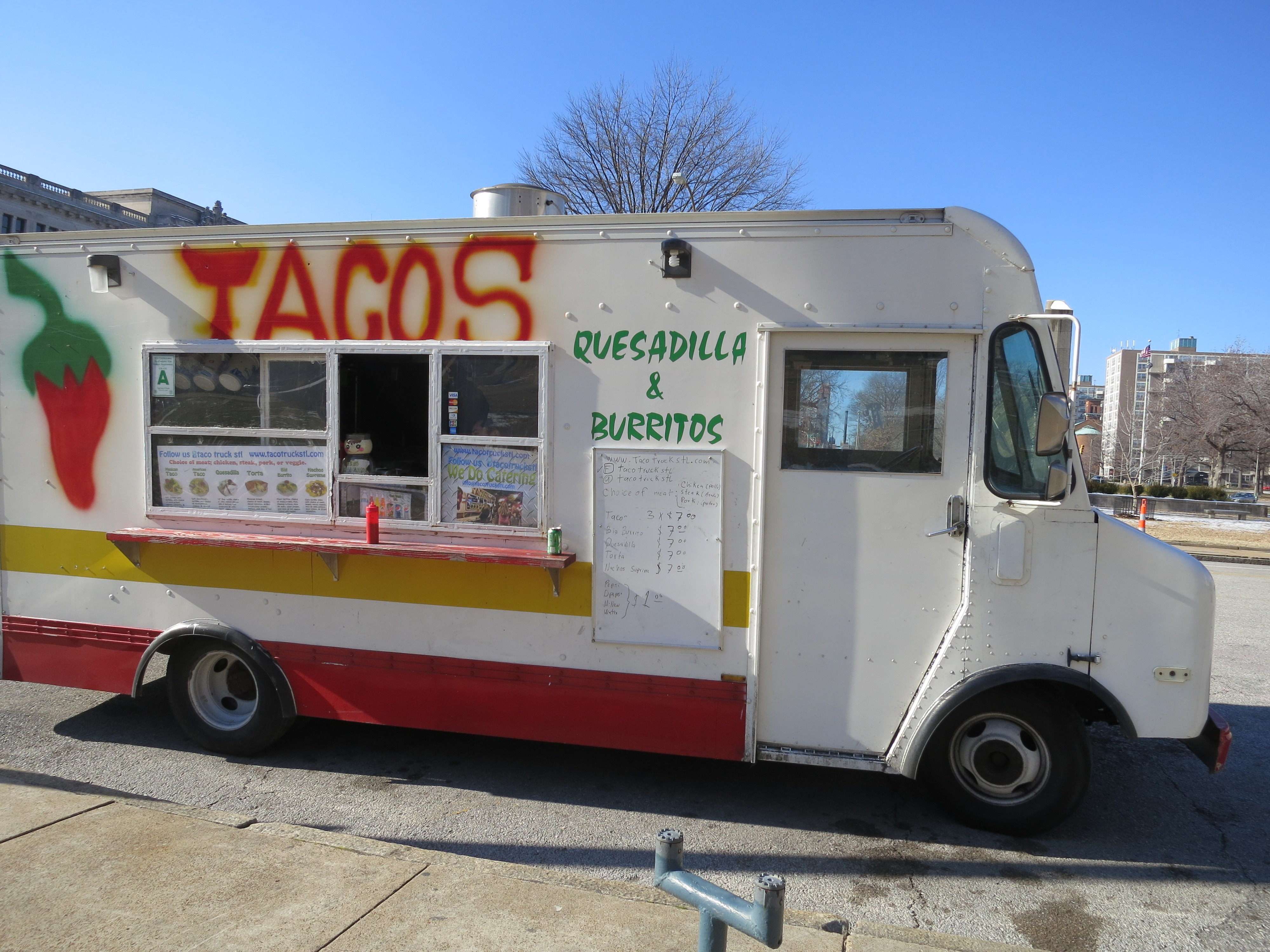
Taco truck w Saint Louis (USA)
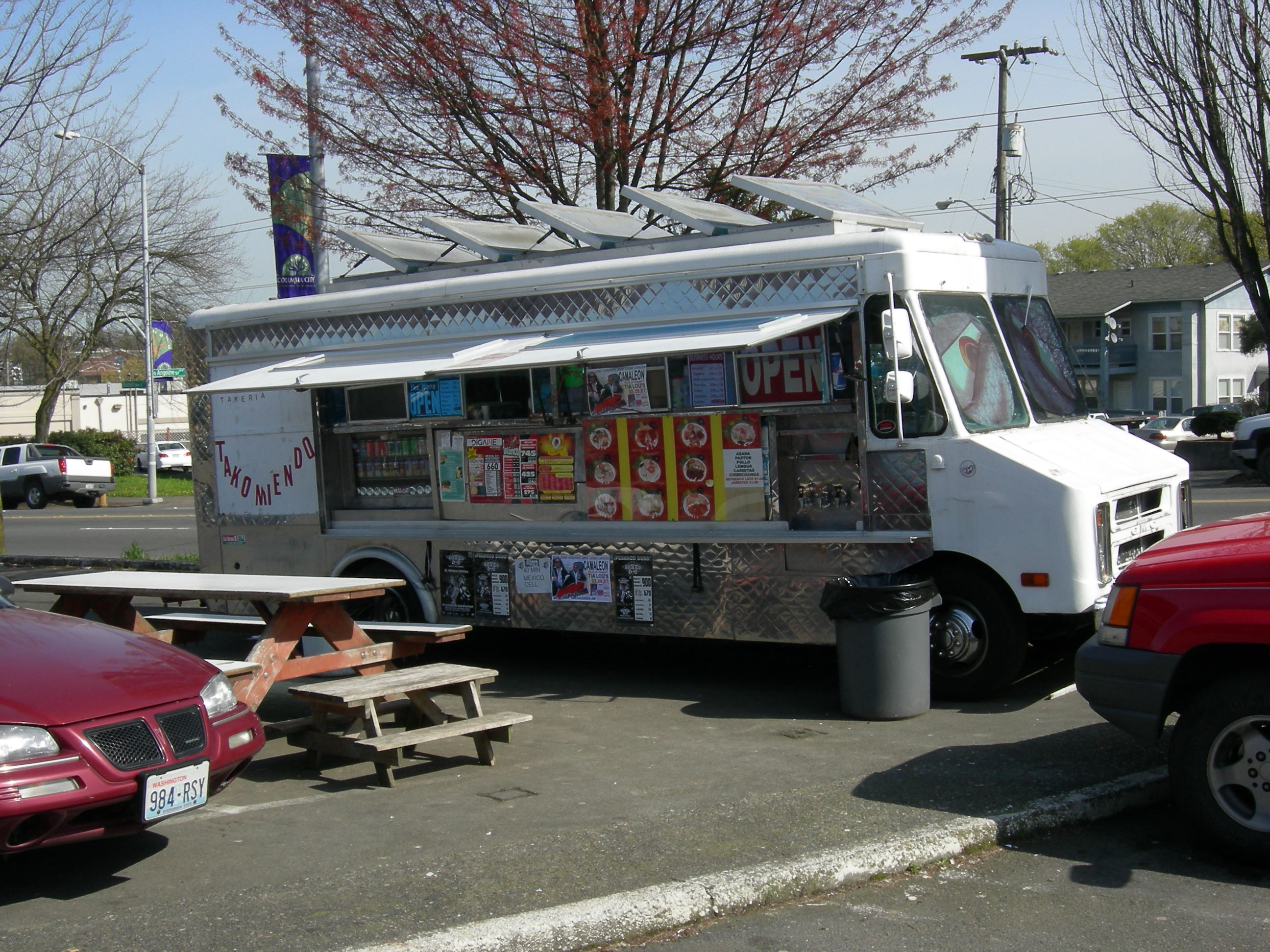
Food truck w Seattle (USA)
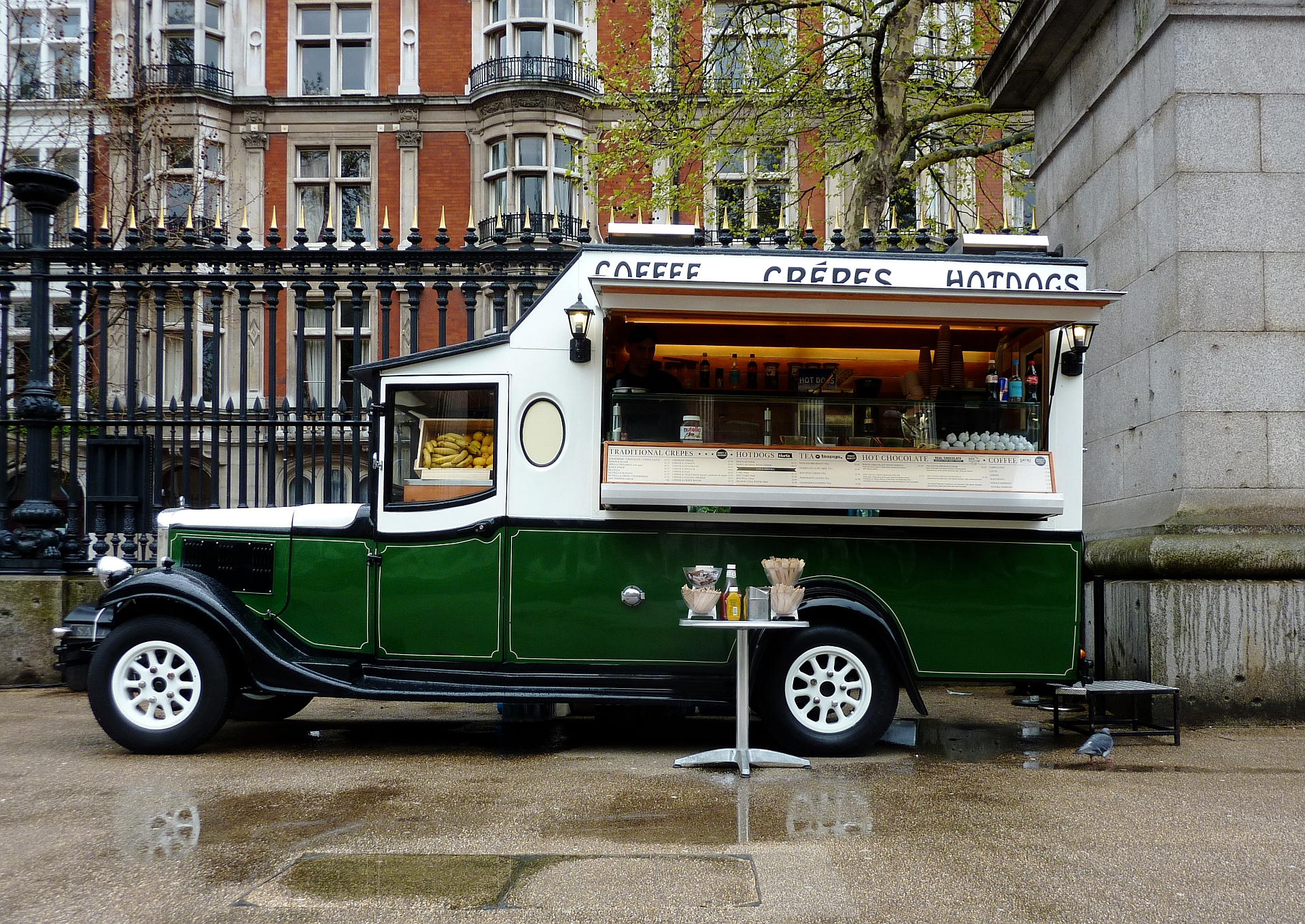
Food truck w Londynie (hot dog, crêpe, kawa)
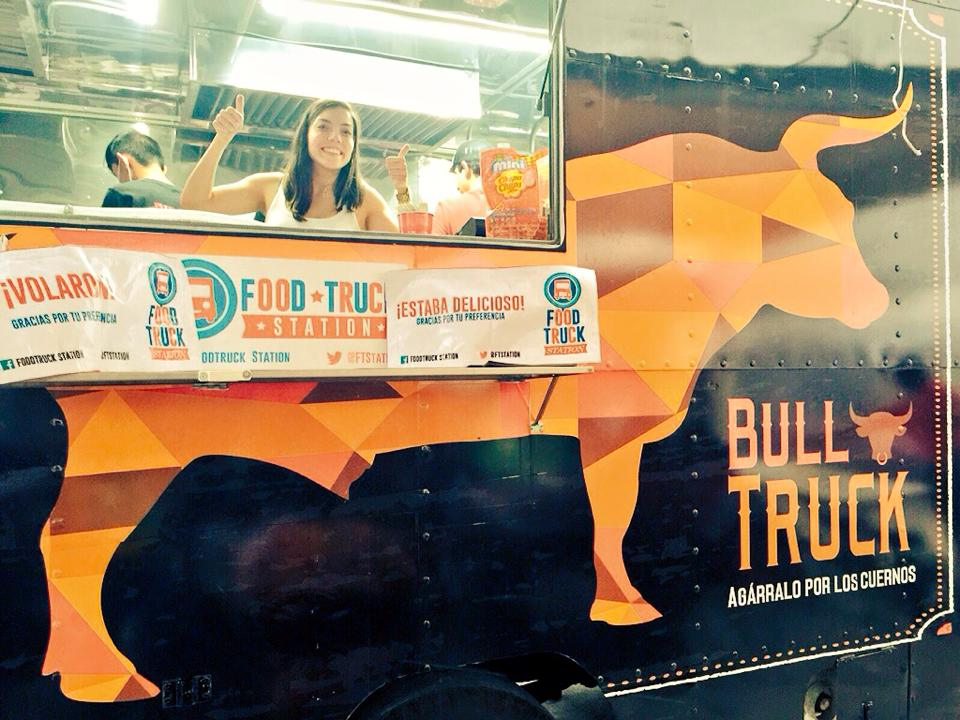
Bull Truck, gdzie sprzedawane jest mięso meksykańskie